# 愈合飞虱属
愈合飞虱属（学名：Consociata）为稻虱科的一个属。

## 下属物种
本属包括以下物种：
- 中华愈合飞虱 Consociata sinensis Qin & Zhang, 2006